# Jukka Piironen
Juho Piironen, més conegut com a Jukka Piironen   (Leppävirta, 11 d'agost de 1925 - Hèlsinki, 5 de març de 1976), fou un atleta finlandès, especialista en el salt de perxa, que va competir durant la dècada de 1950.
El 1952 va prendre part en els Jocs Olímpics d'Estiu de Hèlsinki, on fou divuitè en la prova del salt de perxa del programa d'atletisme.
En el seu palmarès destaquen dues medalles de bronze en salt de perxa al Campionat d'Europa d'atletisme de 1954 i 1958.

## Millors marques
- Salt de perxa. 4,32 metres (1956)[1][4]